# Elivågor
Elivågor (fornvästnordiska: Élivágar, ”de snöstormpiskade vågorna”, av él, ”oväder”, ”snöstorm”, och vágar, ”vågor”) är enligt Snorre Sturlasson i Gylfaginning en kollektiv benämning på flera älvar som har sin upprinnelse i Hvergelmir och flyter genom Nifelheim (Niflheimr) i underjorden. Men i Skáldskaparmál 17 tycks Elivågor vara namnet på endast en flod som utgör gränsen mellan Jotunheim (Jǫtunheimr) och Asgård (Ásgarðr). Elivågor nämns också på två ställen i den poetiska Eddan, men exakt vad som här avses med begreppet är oklart. I Hymiskviða sägs att jätten Hymer (Hymir) bodde ”öster om Elivågor vid himlens ände” (at himinsenda). Här syftar begreppet troligen på det nordliga ishavet, som ligger ytterst mot himlens rand.

## Källtexterna

### Gylfaginning
I Gylfaginning, kapitel 4, i Snorres Edda nämns namnen på elva älvar, vilka i det femte kapitlet kallas för Elivågor:
| ” | Många tidsåldrar innan jorden var skapad, då kom Nifelheim till, och mitt i den världen ligger en brunn som heter Hvergelmir, och från den utrinner älvarna, vilkas namn är: Sval och Gunntrå, Fjörm och Fimbultul, Slid och Hrid, Sylg och Ylg, Vid och Leipt, och så Gjöll närmast Helgrinden. | „ |

Namnen har Snorre hämtat från flodtulorna i Grímnismál 26–28, som dock inte nämner Elivågor. Frågan är varför Snorre identifierar just dessa floder med detta namn. Här är det, enligt Eyvind Fjeld Halvorsen, ”svårt att skilja mellan vad som bygger på gammal tradition och vad som kan tillskrivas Snorres, eller andra lärda mytologers, försök att skapa system och ordning i Eddakvädenas fragmentariska och oklara föreställningar om världsalltet.” En rimlig gissning är att många av Snorres mytologiska utsagor går tillbaka på vad han själv fick lära sig i skolan. För detta talar att han ofta utgår från namnuppräkningar (likt de elva flodnamnen ovan), vilka bygger på tulor som troligen, enligt Finnur Jónsson, har använts som minneshjälpmedel i undervisningen.
Elivågor var, enligt Snorre, avgörande för livets uppkomst:
| ” | De älvar, du vet, som kallas Elivågor, när de var komna så pass långt från sina källsprång att etterådran (eitrkvikja) i vattnet hårdnade likt slaggen som rinner ur smältans eld, då vart den till is, och när isen stannade och inte kunde flyta bildades frostdagg däröver på sådant sätt, att dunsterna från ettret frös till rimfrost, och det ena lagret rim lades på det andra och växte nere i Ginnungagapet. (– – –) Den del av Ginnungagap som vette mot norr fylldes av isens och rimfrostlagrens massa och tyngd, och inifrån kom dunst och stankdimma, medan södra delen av Ginnungagapet tvärtom vart lättare i luften av de gnistor och eldflagor som flög ner från Muspellsheim. (– – –) Liksom det stod köld från Nifelheim varav allt rimtäcktes, så var allt i närheten av Muspell hett och lysande, men Ginnungagapet självt var lika lästilla som vindlös luft. När nu hettans pust mötte rimfrostmassan, så smalt denna och dröp – och av dessa levande droppar väcktes liv av dens kraft som sände hettan, och det vart till en människoliknelse. Varelsen kallades Ymer, men rimtursarna kallar honom Aurgelmir, och av honom är rimtursarnas ätter komna. | „ |

Översättningen är gjord av Åke Ohlmarks. Det kursiverade ordet eitrkvikja, som här har översatts ”etterådran”, anses vara en metafor för köld. Björn Collinder samt Karl G. Johansson och Mats Malm ger i stället översättningen ”det iskalla flödet”. I en kommentar ger Johansson och Malm förklaringen, att även om eitrkvikja ordagrant betyder ”giftflöde” används det ibland om ”iskyla”.

### Vafþrúðnismál
Snorres skildring av hur Ymer skapades bygger troligen bara på strof 31 i Vafþrúðnismál. Det är jätten Vafþrúðnir som talar:
| Ur Elivågor föll etterdroppar, växte till en väldig rese; där har våra ätter sitt ursprung alla, ont, isande grymma. | Etterdropp stänkte ur Elivågor, det växte och vart till en jätte; därav kommo alla våra ätter till, därför är det så slemt, vårt släkte. | Ór Élivǫ́gum stukku ęitrdropar, svá óx unz ór varð jǫtunn; órar ættir kómu þar allar saman; því’s þat æ alt til atalt. |  |

”Ettret” i dessa ”etterdroppar” anses också syfta på kölden som ett förlamande gift. ”Bilden av urjättens uppkomst ur på stranden uppstänkt, fruset och efter hand tillväxande havsskum torde återgå på observationer vid Nordatlanten under vintern”, gissar Åke Ohlmarks.
Den genomträngande iskylan i urtidens älvar antyds i eddasångerna även av andra bilder. I Vǫluspá 36 symboliseras kölden av skärande knivar som virvlar omkring i isfloden Slid, medan det i älven Geirvimull, av namnet att döma, rör sig om vassa spjut.
Man kan notera att Elivågor, enligt Snorre, är själva ”urämnet” i mytologins kosmos. Ur Elivågor skapades Ymer, men det var ur Ymers sönderrivna kropp som resten av världen blev till. Mytforskaren John Lindow tolkar Elivågor som universums första fasta punkt (fixed point), vilken till och med föregick Ginnungagap.

### Skáldskaparmál
I Skáldskaparmál 17 berättas om völvan Groas besök hos Tor. Under en tvekamp med jätten Hrungner hade han fått en brynstensskärva i skallen, där den kilat sig fast. Groa försökte nu få bort den genom att gala galdrar. När Tor märkte att skärvan började lossna blev han på gott humör. Han talade då om för Groa att hennes man Aurvandil, som hon trott vara död, fortfarande levde och snart skulle vara hemma.
| ” | Han berättade för henne, att han hade vadat norrifrån över Elivågor och därvid burit Aurvandil i en korg på ryggen ända från Jotunheim. | „ |

Här är det tydligt att med ”Elivågor” avses gränsvattnet mellan gudarnas värld och Jotunheim. Detta gränsvatten skildras vanligen som ett smalt sund (Hárbarðsljóð) eller som en flod med rivande ström (Vimur i Þórsdrápa och Húsdrápa, eller Ifing i Vafþrúðnismál).

### Hymiskviða
Elivågor nämns endast på två ställen i den poetiska Eddan. Förutom i Vafþrúðnismál 31, där vi får veta hur Ymer skapades, finns ett kort omnämnande i Hymiskviða 5.
| Östpå bor bortom Elivågor hundvise Hymer vid himlens ände. | Där bor öster om Elivågor den vise Hyme vid himlens ände. | Býr fyrir austan Élivága hundvíss Hymir at himins ęnda. |  |

Hundvíss (”mycket klok”) är ett ord som nästan enbart används om jättar. Eftersom Hymer bodde i Jotunheim bör Elivågor också här uppfattas som ett gränsvatten. Uttrycket ”vid himlens ände” kan antas betyda ”vid jordens yttersta kant”.
En vanlig tolkning är att ”Elivågor” i denna strof ganska nära ansluter till begreppets förmodat ursprungliga innebörd. Troligen har med ”Elivågor” från början avsetts det urhav som troddes omge den kända världen, och som i Norden kom att associeras med det kalla och farliga Norra ishavet.

## Sena omnämnanden
”Elivågor” nämns i några fornaldarsagor, exempelvis Hervarar saga, liksom i ett par sena kväden, dock utan att bringa bättre klarhet i begreppets innebörd.
Kortsagan Bergbúa þáttr innehåller en flokkr bestående av tolv strofer, vilka uppges vara diktade av en bjargálfr (”bergalv”, jätte) vid namn Hallmundr, härskaren över det ödsliga Hallmundarhraun. I sjunde strofen säger sig Hallmundr stå i begrepp att nederstiga till ”den tredje underjordsvärlden”, där en ej namngiven jätte skräckslagen inväntar hans ankomst vid Elivågor. Sagan har troligen tillkommit på 1200-talet, men dikten är äldre.
Elivågor nämns också i trettonde strofen av Forspjallsljóð, ”företalssången” till Hrævagaldr Óðins (”Odens likgalder”) – alternativt Hrafnagaldr Óðins (”Odens korpgalder”) – som är en utvidgning av Baldrs draumar (”Balders drömmar”) med ett kanske avsiktligt mystifierande innehåll. Dikten kan vara skriven på 1600-talet.
Det relevanta avsnittet i dikten lyder: Eins kemr austan / úr Elivágum / þorn af akri / þurs hrímkalda, vilket antingen kan översättas ”Strax kommer östan / ur Elivågor / sömntörnets turs / från tillfrusen åker” (Peter August Gödecke) eller ”Östan skall ärja / Elivågorna / nageln från rimkall / nordjättes land” (Åke Ohlmarks), beroende på om þorn betyder ”törne” (=sömntörne) eller ”klinknagel i fartyg” och sålunda står för Nagelfar som plöjer (ärjar) Elivågorna.